# خميس المنصوري
خميس المنصوري (مواليد 15 يناير 2004) لاعب كرة قدم إماراتي يجيد اللعب في الدفاع مع نادي بني ياس الإماراتي ومنتخب الإمارات.